# Клименко, Тит Игнатьевич
Тит Игна́тьевич Климе́нко (1867 — после 1917) — член III Государственной думы от Волынской губернии, крестьянин.

## Биография
Православный, крестьянин деревни Белки Словечанской волости Овручского уезда.
Грамоте научился дома — самоучкой. Занимался хлебопашеством и скотоводством (6½ десятин надельной земли и 8 десятин собственной). Занимал различные должности в волостном управлении. Был женат. Основал местный отдел Союза русского народа.
В 1907 году был избран членом III Государственной думы от Волынской губернии. Входил во фракцию правых, с 5-й сессии — в группу беспартийных. Состоял членом комиссии по судебным реформам.
Дальнейшая судьба неизвестна.